# Монастырищенский район
Монастыри́щенский райо́н (укр. Монастирищенський район) — упразднённая административная единица на западе Черкасской области Украины. Административный центр — город Монастырище.

## География
Площадь — 719 км².
По территории района протекает река Горный Тикич.

## История
Район упразднён 30 декабря 1962 года, восстановлен 8 декабря 1966 года.
17 июля 2020 года в результате административно-территориальной реформы район вошёл в состав Уманского района.

## Демография
Население района составляет 40 тыс. человек (данные 2005 г.), в том числе в городских условиях проживают около 13 тыс. Всего насчитывается 41 населенный пункт.

## Здесь родились
- Ольга Павловна Андрияш (1936) — учёный-географ и палеогеограф, преподаватель Киевского университета.